# ТЕЦ Квінана (НПЗ)
ТЕЦ Квінана (НПЗ) — колишня теплова електростанція на заході Австралії.
Діяльність ТЕЦ була тісно пов'язана з нафтопереробним заводом компанії British Petroleum у Квінані, проте остання не була власником електростанції, якої реалізувала компанія Edison Mission Energy, а в підсумку він опинився у руках IPAH Group (70 %, спільне підприємство французької GDF SUEZ та японської Mitsui, що мали 72 % та 28 % відповідно) і таїландської RATCH (30 %).
У 1996 році на майданчику станції ввели в дію парогазовий блок комбінованого циклу потужністю 119 МВт, в якому дві газові турбіни потужністю по 39,5 МВт живили через відповідну кількість котлів-утилізаторів одну парову турбіну з показником 40 МВт. Окрім виробництва електроенергії, станція постачала НПЗ 2300 тонн технологічної пари на добу.
Як паливо спалювали природний газ, що надходить по трубопроводу Дампір – Банбері, та гази нафтопереробки з НПЗ (останні використовували в режимі додаткового спалювання в котлах-утилізаторах).
У 2021 НПЗ в Квінані закрили, що потягло за собою закриття ТЕЦ, яка втратила базового споживача теплової енергії.